# Filip Stevanović
Filip Stevanović (Kirin Serbia: Филип Стевановић; sinh ngày 25 tháng 9 năm 2002) là một cầu thủ bóng đá chuyên nghiệp người Serbia hiện đang chơi ở vị trí tiền đạo cánh cho Partizan.

## Sự nghiệp câu lạc bộ
Sinh ra ở Užice, Stevanović lớn lên ở Arilje, có những bước đi đầu tiên trong bóng đá tại câu lạc bộ địa phương Vranić. Sau đó, anh gia nhập hệ thống trẻ của Partizan sau khi được Dušan Trbojević chiêu mộ.
Vào ngày 9 tháng 12 năm 2018, Stevanović có trận ra mắt đội một cho Partizan trong chiến thắng 3–0 trên sân khách trước Rad, vào sân ở phút thứ 82 thay cho Đorđe Ivanović. Sau đó anh đá ba trận cho Patizan ở những trận cuối cùng trong mùa giải.
Vào ngày 1 tháng 8 năm 2019, Stevanović ghi bàn thắng đầu tiên cho Partizan sau khi vào sân từ băng ghế dự bị trong trận lượt về vòng loại thứ hai UEFA Europa League 2019–20, chiến thắng 3–0 trên sân nhà trước Connah's Quay Nomads của đội bóng xứ Wales. Do đó, anh trở thành cầu thủ ghi bàn trẻ nhất cho họ trong các giải đấu của UEFA và là cầu thủ trẻ thứ hai trong lịch sử câu lạc bộ, khi 16 tuổi 311 ngày. Ba ngày sau, Stevanović ghi bàn thắng đầu tiên ở giải vô địch quốc gia cho Partizan, mở tỷ số trong chiến thắng chung cuộc 4–0 trên sân nhà trước Mačva Šabac. Sau đó, anh ghi một cú đúp trong chiến thắng 3–0 trên sân nhà trước Rad vào ngày 18 tháng 8.

## Sự nghiệp quốc tế
Stevanović đã có trận ra mắt U19 Serbia tại vòng loại Giải vô địch bóng đá U19 Euro

## Số liệu thống kê
Tính đến Ngày 20 tháng 8 năm 2020
| Câu lạc bộ     | Mùa            | liên đoàn | liên đoàn | Cốc      | Cốc       | Lục địa  | Lục địa   | Toàn bộ  | Toàn bộ   |
| Câu lạc bộ     | Mùa            | Trận đấu  | Bàn thắng | Trận đáu | Bàn thắng | Trận đấu | Bàn thắng | Trận Đấu | Bàn thắng |
| -------------- | -------------- | --------- | --------- | -------- | --------- | -------- | --------- | -------- | --------- |
| Partizan       | 2018–19        | 4         | 0         | 0        | 0         | 0        | 0         | 4        | 0         |
| Partizan       | 2019–20        | 25        | 7         | 3        | 1         | 7        | 1         | 35       | 9         |
| Partizan       | 2020–21        | 4         | 0         | 0        | 0         | 0        | 0         | 4        | 0         |
| Tổng sự nghiệp | Tổng sự nghiệp | 33        | 7         | 3        | 1         | 7        | 1         | 43       | 9         |

## liên kết ngoài
- Filip Stevanović tại WorldFootball.net
- Filip Stevanović – Thành tích thi đấu tại UEFA